# Ligescourt
Ligescourt – miejscowość i gmina we Francji, w regionie Hauts-de-France, w departamencie Somma.
Według danych na rok 2011 gminę zamieszkiwało 231 osób, a gęstość zaludnienia wynosiła 45 osób/km² (wśród 2293 gmin Pikardii Ligescourt plasuje się na 792. miejscu pod względem liczby ludności, natomiast pod względem powierzchni na miejscu 860.).